# Fernan Rodriguez Redondo
Fernan Rodriguez Redondo (fl. XIII-XIV secolo) è stato un trovatore portoghese, attivo dalla fine del XIII all'inizio del XIV secolo.
Figlio del trovatore Rodrigo Eanes Redondo, verso il 1297 fu amministratore dell'infante Peire, figlio di Pietro III d'Aragona e nel 1316 era giudice in Portogallo. È autore di 3 testi: due cantigas de escarnio e una tenzone con Pero da Ponte, sebbene questa si conservi frammentariamente.